# Lista miniștrilor apărării naționale ai României

Drapelul Ministrului Apărării Naționale

Această listă prezintă miniștrii Ministerului Apărării Naționale din România.
De-a lungul timpului, acest minister a purtat diferite denumiri: Ministerul de Război (22 ianuarie 1862), Ministerul Armatei (7 iunie 1930), Ministerul Apărării Naționale (6 iunie 1932), Ministerul de Război (1 septembrie 1944), Ministerul Apărării Naționale (30 decembrie 1947), Ministerul Forțelor Armate (24 martie 1950), Ministerul Apărării Naționale (21 noiembrie 1972).

## Principatele Române Unite (1859–1862)
| Număr | Nume                      | Portret                         | De la             | Până la           | Guvern                                  |
| ----- | ------------------------- | ------------------------------- | ----------------- | ----------------- | --------------------------------------- |
| 1     | Gen. Barbu Vlădoianu      |                                 | 21 februarie 1859 | 3 mai 1859        | Ioan Al. Filipescu (București)          |
| 2     | Gen. Alexandru Macedonski |                                 | 4 mai 1859        | 15 august 1859    | Constantin Al. Kretzulescu (București)  |
| 3     | Col. Ion Cornescu         |                                 | 16 august 1859    | 27 noiembrie 1859 | Constantin Al. Kretzulescu (București)  |
| 3     | Col. Ion Cornescu         | Nicolae Kretzulescu (București) | 16 august 1859    | 27 noiembrie 1859 |                                         |
| 3     | Col. Ion Cornescu         | Ion Ghica (București)           | 16 august 1859    | 27 noiembrie 1859 |                                         |
| 4 (1) | Gen. Ion Emanuel Florescu |                                 | 28 noiembrie 1859 | 27 mai 1860       | Ion Ghica (București)                   |
| 5     | Gen. Nicolae Golescu      |                                 | 28 mai 1860       | 28 iulie 1860     | Nicolae Golescu (București)             |
| 6 (1) | Gen. Gheorghe Adrian      |                                 | 28 iulie 1860     | 16 aprilie 1861   | Manolache Costache Epureanu (București) |
| 7     | Col. Istratie Sămășescu   |                                 | 17 aprilie 1861   | 10 iulie 1861     | Barbu Catargiu (București)              |
| 7     | Col. Istratie Sămășescu   | Ștefan Golescu (București)      | 17 aprilie 1861   | 10 iulie 1861     |                                         |
| 8     | Col. Ion Ghica            |                                 | 11 iulie 1861     | 18 iulie 1861     | Ștefan Golescu (București)              |

## România (1862–1881)
| Număr  | Nume                       | Portret                         | De la              | Până la                    | Guvern                          |
| ------ | -------------------------- | ------------------------------- | ------------------ | -------------------------- | ------------------------------- |
| 9 (1)  | Prințul Ioan Grigore Ghica |                                 | 19 iulie 1861      | 29 septembrie 1862         | Dimitrie Ghica (București)      |
| 9 (1)  | Prințul Ioan Grigore Ghica | Barbu Catargiu                  | 19 iulie 1861      | 29 septembrie 1862         |                                 |
| 9 (1)  | Prințul Ioan Grigore Ghica | Nicolae Kretzulescu (1)         | 19 iulie 1861      | 29 septembrie 1862         |                                 |
| 4 (2)  | Gen. Ion Emanuel Florescu  |                                 | 30 septembrie 1862 | 11 octombrie 1863          | Nicolae Kretzulescu (1)         |
| 10     | Gen. Alexandru Iacovache   |                                 | 12 octombrie 1863  | 11 aprilie 1864            | Mihail Kogălniceanu             |
| 11     | Gen. Savel Manu            |                                 | 12 aprilie 1864    | 29 ianuarie 1866           | Mihail Kogălniceanu             |
| 11     | Gen. Savel Manu            | Constantin Bosianu              | 12 aprilie 1864    | 29 ianuarie 1866           |                                 |
| 11     | Gen. Savel Manu            | Nicolae Kretzulescu (2)         | 12 aprilie 1864    | 29 ianuarie 1866           |                                 |
| 12     | Col. Alexandru Solomon     |                                 | 30 ianuarie 1866   | 10 februarie 1866          | Nicolae Kretzulescu (2)         |
| 13 (1) | Maior Dimitrie Lecca       |                                 | 11 februarie 1866  | 10 mai 1866                | Ion Ghica (1)                   |
| 9 (2)  | Prințul Ioan Grigore Ghica |                                 | 11 mai 1866        | 5 august 1866              | Lascăr Catargiu (1)             |
| 9 (2)  | Prințul Ioan Grigore Ghica | Ion Ghica (2)                   | 11 mai 1866        | 5 august 1866              |                                 |
| 14     | Col. Nicolae Haralambie    |                                 | 6 august 1866      | 7 februarie 1867           | Ion Ghica (2)                   |
| 15 (1) | Gen. Tobias Gherghel       |                                 | 8 februarie 1867   | 21 februarie 1867          | Ion Ghica (2)                   |
| 15 (2) | Gen. Tobias Gherghel       | 1 martie 1867                   | 24 mai 1867        | Constantin Al. Kretzulescu |                                 |
| 6 (2)  | Gen. Gheorghe Adrian       |                                 | 24 mai 1867        | 11 august 1868             | Constantin Al. Kretzulescu      |
| 6 (2)  | Gen. Gheorghe Adrian       | Ștefan Golescu                  | 24 mai 1867        | 11 august 1868             |                                 |
| 6 (2)  | Gen. Gheorghe Adrian       | Nicolae Golescu                 | 24 mai 1867        | 11 august 1868             |                                 |
| 16 (1) | Ion C. Brătianu            |                                 | 12 august 1868     | 16 noiembrie 1868          | Nicolae Golescu                 |
| 17     | Col. Ioan Alexandru Duca   |                                 | 16 noiembrie 1868  | 13 iunie 1869              | Dimitrie Ghica                  |
| 18 (1) | Gen. Gheorghe Manu         |                                 | 14 iunie 1869      | 17 decembrie 1870          | Dimitrie Ghica                  |
| 18 (1) | Gen. Gheorghe Manu         | Alexandru G. Golescu            | 14 iunie 1869      | 17 decembrie 1870          |                                 |
| 18 (1) | Gen. Gheorghe Manu         | Manolache Costache Epureanu (1) | 14 iunie 1869      | 17 decembrie 1870          |                                 |
| 19     | Col. Eustațiu Pencovici    |                                 | 18 decembrie 1870  | 10 martie 1871             | Ion Ghica (3)                   |
| 20     | Gen. Christian Tell        |                                 | 11 martie 1871     | 13 martie 1871             | Lascăr Catargiu (2)             |
| 4 (3)  | Gen. Ion Emanuel Florescu  |                                 | 14 martie 1871     | 26 aprilie 1876            | Lascăr Catargiu (2)             |
| 4 (3)  | Gen. Ion Emanuel Florescu  | Ioan Em. Florescu (1)           | 14 martie 1871     | 26 aprilie 1876            |                                 |
| 21 (1) | Gen. Gheorghe Slăniceanu   |                                 | 27 aprilie 1876    | 1 aprilie 1877             | Manolache Costache Epureanu (2) |
| 21 (1) | Gen. Gheorghe Slăniceanu   | Ion C. Brătianu (1)             | 27 aprilie 1876    | 1 aprilie 1877             |                                 |
| 22 (1) | Gen. Alexandru Cernat      |                                 | 2 aprilie 1877     | 19 august 1877             | Ion C. Brătianu (1)             |
| 16 (2) | Ion C. Brătianu            |                                 | 20 august 1877     | 16 martie 1878             | Ion C. Brătianu (1)             |
| 22 (2) | Gen. Alexandru Cernat      |                                 | 19 martie 1878     | 24 noiembrie 1878          | Ion C. Brătianu (1)             |
| 16 (3) | Ion C. Brătianu            |                                 | 25 noiembrie 1878  | 7 ianuarie 1879            | Ion C. Brătianu (2)             |
| 23     | Col. Nicolae Dabija        |                                 | 8 ianuarie 1879    | 10 iulie 1879              | Ion C. Brătianu (2)             |
| 13 (2) | Maior Dimitrie Lecca       |                                 | 11 iulie 1879      | 28 aprilie 1880            | Ion C. Brătianu (3)             |
| 21 (2) | Gen. Gheorghe Slăniceanu   |                                 | 28 aprilie 1880    | 9 iunie 1881               | Ion C. Brătianu (3)             |
| 21 (2) | Gen. Gheorghe Slăniceanu   | Dimitrie Brătianu               | 28 aprilie 1880    | 9 iunie 1881               |                                 |

## Regatul României (1881–1947)
| Număr  | Nume                            | Portret                     | De la              | Până la            | Guvern                         |
| ------ | ------------------------------- | --------------------------- | ------------------ | ------------------ | ------------------------------ |
| 16 (4) | Ion C. Brătianu                 |                             | 9 iunie 1881       | 24 martie 1882     | Ion C. Brătianu (4)            |
| 24     | Gen. Gheorghe Angelescu         |                             | 25 martie 1882     | 31 iulie 1882      | Ion C. Brătianu (4)            |
| 16 (5) | Ion C. Brătianu                 |                             | 1 august 1882      | 22 iunie 1884      | Ion C. Brătianu (4)            |
| 25     | Gen. Ștefan Fălcoianu           |                             | 23 iunie 1884      | 12 ianuarie 1886   | Ion C. Brătianu (4)            |
| 16 (6) | Ion C. Brătianu                 |                             | 13 ianuarie 1886   | 20 februarie 1886  | Ion C. Brătianu (4)            |
| 26     | Gen. Alexandru Anghelescu       |                             | 21 februarie 1886  | 4 noiembrie 1887   | Ion C. Brătianu (4)            |
| 16 (7) | Ion C. Brătianu                 |                             | 5 noiembrie 1887   | 23 martie 1888     | Ion C. Brătianu (4)            |
| 27     | Gen. Constantin Barozzi         |                             | 23 martie 1888     | 11 noiembrie 1888  | Theodor Rosetti (1)            |
| 18 (2) | Gen. Gheorghe Manu              |                             | 12 noiembrie 1888  | 4 noiembrie 1889   | Theodor Rosetti (2)            |
| 18 (2) | Gen. Gheorghe Manu              | Lascăr Catargiu (3)         | 12 noiembrie 1888  | 4 noiembrie 1889   |                                |
| 28     | Gen. Matei Vlădescu             |                             | 5 noiembrie 1889   | 20 februarie 1891  | George Manu                    |
| 29 (1) | Gen. Iacob Lahovari             |                             | 21 februarie 1891  | 21 februarie 1894  | Ioan Em. Florescu (2)          |
| 29 (1) | Gen. Iacob Lahovari             | Lascăr Catargiu (4)         | 21 februarie 1891  | 21 februarie 1894  |                                |
| 30     | Lascăr Catargiu                 |                             | 22 februarie 1894  | 11 iunie 1894      | Lascăr Catargiu (4)            |
| 31     | Gen. Constantin Poenaru         |                             | 12 iunie 1894      | 3 octombrie 1895   | Lascăr Catargiu (4)            |
| 32     | Gen. Constantin Budișteanu      |                             | 4 octombrie 1895   | 20 noiembrie 1896  | Dimitrie A. Sturdza (1)        |
| 33     | Constantin I. Stoicescu         |                             | 21 noiembrie 1896  | 24 noiembrie 1896  | Petre S. Aurelian              |
| 34     | Gen. Anton Berindei             |                             | 25 noiembrie 1896  | 10 aprilie 1899    | Petre S. Aurelian              |
| 34     | Gen. Anton Berindei             | Dimitrie A. Sturdza (2)     | 25 noiembrie 1896  | 10 aprilie 1899    |                                |
| 29 (2) | Gen. Iacob Lahovari             |                             | 11 aprilie 1899    | 13 februarie 1901  | George Gr. Cantacuzino (1)     |
| 29 (2) | Gen. Iacob Lahovari             | Petre P. Carp (1)           | 11 aprilie 1899    | 13 februarie 1901  |                                |
| 35     | Dimitrie A. Sturdza             |                             | 14 februarie 1901  | 21 decembrie 1904  | Dimitrie A. Sturdza (3)        |
| 18 (3) | Gen. Gheorghe Manu              |                             | 22 decembrie 1904  | 11 martie 1906     | George Gr. Cantacuzino (2)     |
| 36     | Gen. Alexandru Averescu         |                             | 13 martie 1906     | 3 martie 1909      | Dimitrie A. Sturdza (4)        |
| 36     | Gen. Alexandru Averescu         | Ion I.C. Brătianu (1)       | 13 martie 1906     | 3 martie 1909      |                                |
| 37     | Toma Stelian                    |                             | 4 martie 1909      | 31 octombrie 1909  | Ion I.C. Brătianu (2)          |
| 38     | Gen. Grigore Crăiniceanu        |                             | 1 noiembrie 1909   | 28 decembrie 1910  | Ion I.C. Brătianu (2)          |
| 39     | Nicolae Filipescu               |                             | 29 decembrie 1910  | 27 martie 1912     | Petre P. Carp (2)              |
| 40     | Gen. Ioan Argetoianu            |                             | 29 martie 1912     | 13 octombrie 1912  | Titu Maiorescu (1)             |
| 41 (1) | Gen. Constantin Hârjeu          |                             | 14 octombrie 1912  | 3 ianuarie 1914    | Titu Maiorescu (2)             |
| 42 (1) | Ion I. C. Brătianu              |                             | 4 ianuarie 1914    | 14 august 1916     | Guvernul Ion I.C. Brătianu (3) |
| 43 (1) | Vintilă I. C. Brătianu          |                             | 15 august 1916     | 9 iulie 1917       | Guvernul Ion I.C. Brătianu (3) |
| 43 (1) | Vintilă I. C. Brătianu          | Ion I.C. Brătianu (4)       | 15 august 1916     | 9 iulie 1917       |                                |
| 43 (2) | Vintilă I. C. Brătianu          | 10 iulie 1917               | 19 iulie 1917      |                    |                                |
| 44     | Gen. Constantin Iancovescu      |                             | 20 iulie 1917      | 5 martie 1918      |                                |
| 44     | Gen. Constantin Iancovescu      | Alexandru Averescu (1)      | 20 iulie 1917      | 5 martie 1918      |                                |
| 41 (2) | Gen. Constantin Hârjeu          |                             | 6 martie 1918      | 23 octombrie 1918  | Alexandru Marghiloman          |
| 45     | Gen. Eremia Grigorescu          |                             | 24 octombrie 1918  | 28 noiembrie 1918  | Constantin Coandă              |
| 46     | Gen. Arthur Văitoianu           |                             | 29 noiembrie 1918  | 26 septembrie 1919 | Ion I.C. Brătianu (5)          |
| 47 (1) | Gen. Ioan Rășcanu               |                             | 27 septembrie 1919 | 1 martie 1920      | Artur Văitoianu                |
| 47 (1) | Gen. Ioan Rășcanu               | Alexandru Vaida-Voievod (1) | 27 septembrie 1919 | 1 martie 1920      |                                |
| 48     | Gen. Traian Moșoiu              |                             | 2 martie 1920      | 12 martie 1920     |                                |
| 47 (2) | Gen. Ioan Rășcanu               |                             | 12 martie 1920     | 15 decembrie 1921  | Alexandru Averescu (2)         |
| 49     | Gen. Ștefan Holban              |                             | 17 decembrie 1921  | 18 ianuarie 1922   | Take Ionescu                   |
| 42 (2) | Ion I. C. Brătianu              |                             | 19 ianuarie 1922   | 19 aprilie 1922    | Ion I.C. Brătianu (6)          |
| 50     | Gen. Gheorghe Mărdărescu        |                             | 20 aprilie 1922    | 29 martie 1926     | Ion I.C. Brătianu (6)          |
| 51     | Gen. Ludovic Mircescu           |                             | 30 martie 1926     | 3 iunie 1927       | Alexandru Averescu (3)         |
| 52 (1) | Gen. Paul Angelescu             |                             | 4 iunie 1927       | 9 noiembrie 1928   | Barbu Știrbey                  |
| 52 (1) | Gen. Paul Angelescu             | Ion I.C. Brătianu (7)       | 4 iunie 1927       | 9 noiembrie 1928   |                                |
| 52 (1) | Gen. Paul Angelescu             | Vintilă I.C. Brătianu       | 4 iunie 1927       | 9 noiembrie 1928   |                                |
| 53     | Gen. Henri Cihoski              |                             | 10 noiembrie 1928  | 4 aprilie 1930     | Iuliu Maniu (1)                |
| 54     | Iuliu Maniu                     |                             | 5 aprilie 1930     | 13 aprilie 1930    | Iuliu Maniu (1)                |
| 55     | Gen. Nicolae Condeescu          |                             | 14 aprilie 1930    | 18 aprilie 1931    | Iuliu Maniu (1)                |
| 55     | Gen. Nicolae Condeescu          | George G. Mironescu (1)     | 14 aprilie 1930    | 18 aprilie 1931    |                                |
| 55     | Gen. Nicolae Condeescu          | Iuliu Maniu (2)             | 14 aprilie 1930    | 18 aprilie 1931    |                                |
| 55     | Gen. Nicolae Condeescu          | George G. Mironescu (2)     | 14 aprilie 1930    | 18 aprilie 1931    |                                |
| 56     | Gen. Constantin Ștefănescu Amza |                             | 19 aprilie 1931    | 11 august 1932     | Nicolae Iorga                  |
| 56     | Gen. Constantin Ștefănescu Amza | Alexandru Vaida-Voievod (2) | 19 aprilie 1931    | 11 august 1932     |                                |
| 57     | Gen. Nicolae Samsonovici        |                             | 11 august 1932     | 14 noiembrie 1933  | Alexandru Vaida-Voievod (3)    |
| 57     | Gen. Nicolae Samsonovici        | Iuliu Maniu (3)             | 11 august 1932     | 14 noiembrie 1933  |                                |
| 57     | Gen. Nicolae Samsonovici        | Alexandru Vaida-Voievod (4) | 11 august 1932     | 14 noiembrie 1933  |                                |
| 58     | Gen. Nicolae Uică               |                             | 14 noiembrie 1933  | 1 iunie 1934       | Ion Gh. Duca                   |
| 58     | Gen. Nicolae Uică               | Constantin Angelescu        | 14 noiembrie 1933  | 1 iunie 1934       |                                |
| 58     | Gen. Nicolae Uică               | Gheorghe Tătărăscu (1)      | 14 noiembrie 1933  | 1 iunie 1934       |                                |
| 59     | Gheorghe Tătărescu              |                             | 1 iunie 1934       | 27 iunie 1934      | Gheorghe Tătărăscu (1)         |
| 52 (2) | Gen. Paul Angelescu             |                             | 27 iunie 1934      | 28 august 1937     | Gheorghe Tătărăscu (1)         |
| 52 (2) | Gen. Paul Angelescu             | Gheorghe Tătărăscu (2)      | 27 iunie 1934      | 28 august 1937     |                                |
| 52 (2) | Gen. Paul Angelescu             | Gheorghe Tătărăscu (3)      | 27 iunie 1934      | 28 august 1937     |                                |
| 60     | Gen. Radu Irimescu              |                             | 28 august 1937     | 4 septembrie 1937  | Gheorghe Tătărăscu (3)         |
| 61     | Gen. Constantin Ilasievici      |                             | 4 septembrie 1937  | 27 decembrie 1937  | Gheorghe Tătărăscu (3)         |
| 61     | Gen. Constantin Ilasievici      | Gheorghe Tătărăscu (4)      | 4 septembrie 1937  | 27 decembrie 1937  |                                |
| 62 (1) | Mareșalul Ion Antonescu         |                             | 28 decembrie 1937  | 30 martie 1938     | Octavian Goga                  |
| 62 (1) | Mareșalul Ion Antonescu         | Miron Cristea (1)           | 28 decembrie 1937  | 30 martie 1938     |                                |
| 63     | Gen. Gheorghe Argeșanu          |                             | 30 martie 1938     | 13 octombrie 1938  | Miron Cristea (2)              |
| 64     | Gen. Nicolae Ciupercă           |                             | 13 octombrie 1938  | 1 februarie 1939   | Miron Cristea (2)              |
| 65     | Armand Călinescu                |                             | 1 februarie 1939   | 21 septembrie 1939 | Miron Cristea (3)              |
| 65     | Armand Călinescu                | Armand Călinescu            | 1 februarie 1939   | 21 septembrie 1939 |                                |
| 66     | Gen. Ioan Ilcuș                 |                             | 21 septembrie 1939 | 4 iulie 1940       | Gheorghe Argeșanu              |
| 66     | Gen. Ioan Ilcuș                 | Constantin Argetoianu       | 21 septembrie 1939 | 4 iulie 1940       |                                |
| 66     | Gen. Ioan Ilcuș                 | Gheorghe Tătărăscu (5)      | 21 septembrie 1939 | 4 iulie 1940       |                                |
| 66     | Gen. Ioan Ilcuș                 | Gheorghe Tătărăscu (6)      | 21 septembrie 1939 | 4 iulie 1940       |                                |
| 67     | Gen. Constantin D. Nicolescu    |                             | 4 iulie 1940       | 6 septembrie 1940  | Guvernul Ion Gigurtu           |
| 62 (2) | Mareșalul Ion Antonescu         |                             | 6 septembrie 1940  | 27 ianuarie 1941   | Ion Antonescu (1)              |
| 62 (2) | Mareșalul Ion Antonescu         | Ion Antonescu (2)           | 6 septembrie 1940  | 27 ianuarie 1941   |                                |
| 68     | Gen. Iosif Iacobici             |                             | 27 ianuarie 1941   | 22 septembrie 1941 | Guvernul Ion Antonescu (3)     |
| 62 (3) | Mareșalul Ion Antonescu         |                             | 22 septembrie 1941 | 23 ianuarie 1942   | Guvernul Ion Antonescu (3)     |
| 69     | Gen. Constantin Pantazi         |                             | 23 ianuarie 1942   | 23 august 1944     | Guvernul Ion Antonescu (3)     |
| 70     | Gen. Ioan Mihail Racoviță       |                             | 24 august 1944     | 5 noiembrie 1944   | Constantin Sănătescu (1)       |
| 71     | Gen. Constantin Sănătescu       |                             | 6 noiembrie 1944   | 6 decembrie 1944   | Constantin Sănătescu (2)       |
| 72     | Gen. Ion Negulescu              |                             | 7 decembrie 1944   | 6 martie 1945      | Nicolae Rădescu                |
| 73     | Gen. Constantin Vasiliu-Rășcanu |                             | 7 martie 1945      | 29 noiembrie 1946  | Petru Groza (1)                |
| 74     | Gen. Mihail Lascăr              |                             | 29 noiembrie 1946  | 5 noiembrie 1947   | Petru Groza (2)                |

## România comunistă (1947–1989)
| Număr | Nume                    | Portret                    | De la             | Până la           | Guvern                    |
| ----- | ----------------------- | -------------------------- | ----------------- | ----------------- | ------------------------- |
| 75    | Gen. Emil Bodnăraș      |                            | 5 noiembrie 1947  | 3 octombrie 1955  | Petru Groza (2)           |
| 75    | Gen. Emil Bodnăraș      | Petru Groza (3)            | 5 noiembrie 1947  | 3 octombrie 1955  |                           |
| 75    | Gen. Emil Bodnăraș      | Petru Groza (4)            | 5 noiembrie 1947  | 3 octombrie 1955  |                           |
| 75    | Gen. Emil Bodnăraș      | Gheorghe Gheorghiu-Dej (1) | 5 noiembrie 1947  | 3 octombrie 1955  |                           |
| 75    | Gen. Emil Bodnăraș      | Gheorghe Gheorghiu-Dej (2) | 5 noiembrie 1947  | 3 octombrie 1955  |                           |
| 76    | Gen. Leontin Sălăjan    |                            | 3 octombrie 1955  | 28 august 1966    | Guvernul Chivu Stoica (1) |
| 76    | Gen. Leontin Sălăjan    | Chivu Stoica (2)           | 3 octombrie 1955  | 28 august 1966    |                           |
| 76    | Gen. Leontin Sălăjan    | Ion Gh. Maurer (1)         | 3 octombrie 1955  | 28 august 1966    |                           |
| 76    | Gen. Leontin Sălăjan    | Ion Gh. Maurer (2)         | 3 octombrie 1955  | 28 august 1966    |                           |
| 76    | Gen. Leontin Sălăjan    | Ion Gh. Maurer (3)         | 3 octombrie 1955  | 28 august 1966    |                           |
| 77    | Gen. Ioan Ioniță        |                            | 29 august 1966    | 16 iunie 1976     | Ion Gh. Maurer (3)        |
| 77    | Gen. Ioan Ioniță        | Ion Gh. Maurer (4)         | 29 august 1966    | 16 iunie 1976     |                           |
| 77    | Gen. Ioan Ioniță        | Ion Gh. Maurer (5)         | 29 august 1966    | 16 iunie 1976     |                           |
| 77    | Gen. Ioan Ioniță        | Manea Mănescu (1)          | 29 august 1966    | 16 iunie 1976     |                           |
| 77    | Gen. Ioan Ioniță        | Manea Mănescu (2)          | 29 august 1966    | 16 iunie 1976     |                           |
| 78    | Gen. Ion Coman          |                            | 16 iunie 1976     | 29 martie 1980    | Manea Mănescu (2)         |
| 78    | Gen. Ion Coman          | Ilie Verdeț (1)            | 16 iunie 1976     | 29 martie 1980    |                           |
| 79    | Gen. Constantin Olteanu |                            | 29 martie 1980    | 16 decembrie 1985 | Ilie Verdeț (2)           |
| 79    | Gen. Constantin Olteanu | Constantin Dăscălescu (1)  | 29 martie 1980    | 16 decembrie 1985 |                           |
| 79    | Gen. Constantin Olteanu | Constantin Dăscălescu (2)  | 29 martie 1980    | 16 decembrie 1985 |                           |
| 80    | Gen. Vasile Milea       |                            | 16 decembrie 1985 | 22 decembrie 1989 | Constantin Dăscălescu (2) |

## România postcomunistă (1989–prezent)
| Număr  | Nume                             | Portret                | De la              | Până la            | Guvern                |
| ------ | -------------------------------- | ---------------------- | ------------------ | ------------------ | --------------------- |
| 81     | Gen. Nicolae Militaru            |                        | 26 decembrie 1989  | 16 februarie 1990  | Petre Roman (1)       |
| 82     | Gen. Victor Atanasie Stănculescu |                        | 16 februarie 1990  | 29 aprilie 1991    | Petre Roman (1)       |
| 82     | Gen. Victor Atanasie Stănculescu | Petre Roman (2)        | 16 februarie 1990  | 29 aprilie 1991    |                       |
| 83     | Gen. Niculae Spiroiu             |                        | 30 aprilie 1991    | 6 martie 1994      | Petre Roman (2)       |
| 83     | Gen. Niculae Spiroiu             | Theodor Stolojan       | 30 aprilie 1991    | 6 martie 1994      |                       |
| 83     | Gen. Niculae Spiroiu             | Nicolae Văcăroiu       | 30 aprilie 1991    | 6 martie 1994      |                       |
| 84     | Gheorghe Tinca                   |                        | 6 martie 1994      | 12 decembrie 1996  | Nicolae Văcăroiu      |
| 85 (1) | Victor Babiuc                    |                        | 12 decembrie 1996  | 11 februarie 1998  | Victor Ciorbea        |
| 86     | Constantin Dudu Ionescu          |                        | 12 februarie 1998  | 16 aprilie 1998    | Victor Ciorbea        |
| 85 (2) | Victor Babiuc                    |                        | 17 aprilie 1998    | 13 martie 2000     | Radu Vasile           |
| 85 (2) | Victor Babiuc                    | Mugur Isărescu         | 17 aprilie 1998    | 13 martie 2000     |                       |
| 87 (1) | Sorin Frunzăverde                |                        | 13 martie 2000     | 28 decembrie 2000  |                       |
| 88     | Ioan Mircea Pașcu                |                        | 28 decembrie 2000  | 28 decembrie 2004  | Adrian Năstase        |
| 89     | Teodor Atanasiu                  |                        | 28 decembrie 2004  | 12 septembrie 2006 | Tăriceanu (1)         |
| 90 (1) | Corneliu Dobrițoiu               |                        | 12 septembrie 2006 | 25 octombrie 2006  | Tăriceanu (1)         |
| 87 (2) | Sorin Frunzăverde                |                        | 25 octombrie 2006  | 5 aprilie 2007     | Tăriceanu (1)         |
| 91     | Teodor Meleșcanu                 |                        | 5 aprilie 2007     | 22 decembrie 2008  | Tăriceanu (2)         |
| 92     | Mihai Stănișoară                 |                        | 22 decembrie 2008  | 23 decembrie 2009  | Emil Boc (1)          |
| 93     | Gabriel Oprea                    |                        | 23 decembrie 2009  | 7 mai 2012         | Emil Boc (2)          |
| 93     | Gabriel Oprea                    | Mihai Răzvan Ungureanu | 23 decembrie 2009  | 7 mai 2012         |                       |
| 90 (2) | Corneliu Dobrițoiu               |                        | 7 mai 2012         | 22 decembrie 2012  | Victor Ponta (1)      |
| 94     | Mircea Dușa                      |                        | 22 decembrie 2012  | 17 noiembrie 2015  | Victor Ponta (2)      |
| 94     | Mircea Dușa                      | Victor Ponta (3)       | 22 decembrie 2012  | 17 noiembrie 2015  |                       |
| 94     | Mircea Dușa                      | Victor Ponta (4)       | 22 decembrie 2012  | 17 noiembrie 2015  |                       |
| 95     | Mihnea Motoc                     |                        | 17 noiembrie 2015  | 4 ianuarie 2017    | Dacian Cioloș         |
| 96 (1) | Gabriel-Beniamin Leș             |                        | 4 ianuarie 2017    | 29 iunie 2017      | Sorin Grindeanu       |
| 97     | Adrian Țuțuianu                  |                        | 29 iunie 2017      | 6 septembrie 2017  | Guvernul Mihai Tudose |
| 98     | Mihai-Viorel Fifor               |                        | 12 septembrie 2017 | 20 noiembrie 2018  | Guvernul Mihai Tudose |
| 98     | Mihai-Viorel Fifor               | Viorica Dăncilă        | 12 septembrie 2017 | 20 noiembrie 2018  |                       |
| 96 (2) | Gabriel-Beniamin Leș             |                        | 20 noiembrie 2018  | 4 noiembrie 2019   | Viorica Dăncilă       |
| 99     | Nicolae Ciucă                    |                        | 4 noiembrie 2019   | 25 noiembrie 2021  | Ludovic Orban (1)     |
| 99     | Nicolae Ciucă                    | Ludovic Orban (2)      | 4 noiembrie 2019   | 25 noiembrie 2021  |                       |
| 99     | Nicolae Ciucă                    | Florin Cîțu            | 4 noiembrie 2019   | 25 noiembrie 2021  |                       |
| 100    | Vasile Dîncu                     |                        | 25 noiembrie 2021  | 24 octombrie 2022  | Nicolae Ciucă         |
| 101    | Angel Tîlvăr                     |                        | 31 octombrie 2022  | 23 iunie 2025      | Nicolae Ciucă         |
| 101    | Angel Tîlvăr                     | Marcel Ciolacu         | 31 octombrie 2022  | 23 iunie 2025      |                       |
| 102    | Ionuț Moșteanu                   |                        | 23 iunie 2025      | prezent            | Ilie Bolojan          |